# 河桥镇 (永登县)
河桥镇，是中华人民共和国甘肃省兰州市永登县下辖的一个乡镇级行政单位。

## 行政区划
河桥镇下辖以下地区：
南关社区、连铝社区、河桥村、南关村、马莲滩村、团结村、马军村、乐山村、蒋家坪村、七里村、四渠村、敖塔村和主卜村。